# Chris Morgan (scenárista)
Chris Morgan (* 24. listopadu 1966 Chicago) je americký producent, scenárista, známý díky sérii Rychle a zběsile či filmům 47 róninů (2013) a Chci tě (2008).

## Filmografie

### Scénář
- 2004 – Cellular
- 2006 – Rychle a zběsile: Tokijská jízda
- 2008 – Wanted
- 2009 – Rychlí a zběsilí
- 2011 – Rychle a zběsile 5
- 2013 – 47 Roninů
- 2013 – Rychle a zběsile 6
- 2015 – Rychle a zběsile 7
- 2017 – Rychle a zběsile 8
- 2019 – Rychle a zběsile: Hobbs a Shaw
- 2023 – Shazam! Hněv bohů